# Хиха, Хуан
Хуан Хорхе Хиха Ярур (исп. Juan Jorge Giha Yarur; род. 23 апреля 1955 года, Сантьяго) — перуанский стрелок, выступавший в дисциплине скит, серебряный призёр Олимпийских игр 1992 года в Барселоне. Участник шести подряд Олимпийских игр (1980—2000).

## Карьера
Хуан Хиха родился в чилийской столице Сантьяго, но выступать в стрелковых соревнованиях начала в конце 1960-х годов под флагом Перу. Отец перуанца — Хуан Хиха старший также был стрелком, участвовал в мюнхенской Олимпиаде, где занял 49 место в трапе.
На Олимпийских играх Хиха дебютировал в 1980 году в Москве. С результатом 190 баллов (из 200) в дисциплине скит перуанец занял 25-е место.
После московской Олимпиады Хиха участвовал ещё в пяти подряд Играх, но успеха добился лишь на своей четвёртое Олимпиаде, которая прошла в 1992 году в Барселоне. В смешанном ските по результатам квалификации перуанец допустил лишь один промах, а по итогам решающего раунда набрал 222 очка, опередив в перестрелке всех спортсменов-мужчин. Однако этот результат оказался на балл хуже, чем у китаянки Чжан Шань, которая стала единственной женщиной-победителем смешанных стрелковых соревнований в истории Олимпиад.
В 1997 году Хиха стал бронзовым призёром домашнего чемпионата мира по стендовой стрельбе. Дважды становился чемпионом Южной Америки (1980, 1985), 27-кратный чемпион Перу.
После Олимпиады в Сиднее завершил спортивную карьеру, перешёл на тренерскую работу. Тренирует атлетов из Перу (Франсиско Боса, Николас Гиха) и других стран, включая Чили, Индию (Баба Притвираджендар Сингх Беди), Эквадор и другие.

## Статистика выступления на Олимпийских играх
| Игры              | Дисциплина | Место |
| ----------------- | ---------- | ----- |
| 1980 Москва       | Скит       | 25    |
| 1984 Лос-Анджелес | Скит       | 53    |
| 1988 Сеул         | Скит       | 27    |
| 1992 Барселона    | Скит       | 2     |
| 1996 Атланта      | Скит       | 42    |
| 2000 Сидней       | Скит       | 49    |